# Expedición imposible
Expedición imposible fue un concurso de telerrealidad español emitido por la cadena de televisión Cuatro, en el que diez parejas de concursantes debieron recorrer un país para optar a un premio de 50.000 euros. La primera temporada del programa fue presentada por Raquel Sánchez Silva. El formato en España está producido por Boomerang TV y cabe destacar que es la versión del formato estadounidense Expedition Impossible.

## Formato

### Mecánica del concurso
A lo largo de varias etapas eliminatorias en las que los concursantes se enfrentarán a pruebas físicas y de habilidad, las parejas recorrerán los enclaves más desconocidos y salvajes del reino de Marruecos, se encontrarán con aislados pueblos bereberes, alcanzarán misteriosas kasbahs, conocerán milenarias tradiciones y pondrán sus fuerzas al límite. La pareja que más tarde en hacer el recorrido de cada etapa tendrá que abandonar la competición. La fuerza mental, las ganas de aventura y la capacidad de integración con la población local se convertirán en sus mejores armas para lograr la victoria final.

### PuntoPremium
El primer equipo en alcanzar el punto premium de la etapa hasta el checkpoint se convertirá en «Equipo Premium» y tendrá que elegir entre dos opciones:
- Seguir en carrera y optar al Dirham de oro, valorado en 3.000 euros. —El Dirham de oro solo podrá canjearse por dinero en la etapa final del programa por los ganadores del concurso—.
- La posibilidad de descansar con la seguridad de que no va a ser eliminado. En este caso no pueden optar al Dirham de oro ya que tienen el privilegio.
- También tendrá que decidir a qué equipo rival asignar la penalización, una amonestación vinculada a las pruebas de cada etapa que dificulta la victoria de la pareja penalizada.

### Eliminación
Al final de cada etapa, la directora de carrera informa a las parejas de su posición en esta —el ranking de posiciones—. La pareja que llega en última posición debe abandonar el programa.

## Expedición Imposible: El Reino de Marruecos
- 23 de enero de 2013 — 10 de abril de 2013.

Fue estrenado y emitido en Cuatro, en enero de 2013. La primera edición del reality estuvo presentada por Raquel Sánchez Silva, estrenándose el 23 de enero de 2013 hasta el 10 de abril del mismo año. Los ganadores de esta edición fueron Felipe López y Noelia López que con el abandono de sus anteriores parejas (Mireia, abandono por embarazo y Elisabeth, abandono por causa voluntaria) se unieron.

### Participantes
Los concursantes de la primera edición fueron los siguientes:
|                     |              | Edad                                      | Relación                         | Se dio a conocer por ser...        | Posición final |
| ------------------- | ------------ | ----------------------------------------- | -------------------------------- | ---------------------------------- | -------------- |
|                     | Felipe López | 33                                        | Equipo mixto                     | Nadador, expareja de Lara Dibildos | Ganadores      |
| Noelia López        | 26           | Modelo                                    | Equipo mixto                     |                                    | Ganadores      |
| Cristina Sánchez    | 40           | Matrimonio                                | Torera                           | Finalistas                         |                |
| Alejandro Da Silva  | 48           | Banderillero y apoderado                  |                                  | Finalistas                         |                |
| Ismael Beiro        | 38           | Amigos/Concursantes de Gran Hermano 1     | Ganador de Gran Hermano 1        | 1.os y 9.os expulsados             |                |
| Iván Armesto        | 47           | Finalista de Gran Hermano 1               |                                  | 1.os y 9.os expulsados             |                |
| David Olid          | 28           | Compañeros                                | Participante de ¿QQCCMH?         | 4.os y 8.os expulsados             |                |
| Daniel del Río      | 28           | Participante de ¿QQCCMH?                  |                                  | 4.os y 8.os expulsados             |                |
| Rocío Madrid        | 34           | Amigos/Reportera y concursante de OT 2001 | Actriz y presentadora de TV      | 7.os expulsados                    |                |
| Álex Casademunt (†) | 31           | Cantante, concursante de OT 2001          |                                  | 7.os expulsados                    |                |
| Rafael Amargo       | 38           | Exmatrimonio                              | Bailaor y coreógrafo             | 6.os expulsados                    |                |
| Yolanda Jiménez     | 39           | Exmujer de Rafael Amargo                  |                                  | 6.os expulsados                    |                |
| Marbelys Zamora     | 36           | Profesoras de ¡Fama!                      | Bailarina de ballet              | 5.as expulsadas                    |                |
| Lola González       | 46           | Coreógrafa                                |                                  | 5.as expulsadas                    |                |
| María Abradelo      | 43           | Hermanas artistas                         | Cantante, presentadora y actriz. | 3.as expulsadas                    |                |
| Romy Abradelo       | 41           | Cantante, presentadora y actriz.          |                                  | 3.as expulsadas                    |                |
| Elisabeth Reyes     | 27           | Amiga de Noelia                           | Modelo, Miss España 2006         | Abandono voluntario                |                |
| Mireia Canalda      | 30           | Pareja de Felipe                          | Modelo y colaboradora de TV      | Abandono voluntario                |                |
| Raquel Mosquera     | 42           | Peluquera y clienta                       | Viuda de Pedro Carrasco          | 2.as expulsadas                    |                |
| Leticia Sabater     | 46           | Presentadora de TV, actriz y cantante     |                                  | 2.as expulsadas                    |                |

### Etapas
| Equipo | Equipo               | Posición por etapa | Posición por etapa | Posición por etapa | Posición por etapa | Posición por etapa | Posición por etapa | Posición por etapa | Posición por etapa | Posición por etapa | Posición por etapa | Posición por etapa | Posición por etapa |
| Equipo | Equipo               | Etapa 01           | Etapa 02           | Etapa 03           | Etapa 04           | Etapa 05           | Etapa 06           | Etapa 07           | Etapa 08           | Etapa 09           | Etapa 10           | Etapa 11           | Etapa 12           |
| ------ | -------------------- | ------------------ | ------------------ | ------------------ | ------------------ | ------------------ | ------------------ | ------------------ | ------------------ | ------------------ | ------------------ | ------------------ | ------------------ |
|        | Felipe y Noelia      | 6.º/7.ª            | Intercambio        | 2.os               | 3.os               | 4.os               | Premium            | 3.os               | 1.os               | 3.os               | 2.os               | 1.os               | 1.os               |
|        | Cristina y Alejandro | Premium            | 1.os               | Premium            | Premium            | 1.os               | 2.os               | 5.os               | Regresan           | 2.os               | Premium            | Premium            | 2.os               |
|        | Ismael e Iván        | 8.os               |                    |                    |                    | Repesca            | 3.os               | 4.os               | 2.os               | 1.os               | 1.os               | 2.os               |                    |
|        | Daniel y David       | 2.os               | 5.os               | 3.os               | 5.os               | Repesca            | 5.os               | 1.os               | 3.os               | Premium            | 3.os               |                    |                    |
|        | Álex y Rocío         | 5.os               | 1.os               | 1.os               | 1.os               | 2.os               | 1.os               | 2.os               | 4.os               | 4.os               |                    |                    |                    |
|        | Rafael y Yolanda     |                    | Premium            | 4.os               | 2.os               | 3.os               | 4.os               | 5.os               | Eliminados         |                    |                    |                    |                    |
|        | Lola y Marbelys      | 1.as               | 4.as               | 5.as               | 4.as               | 5.as               | 6.as               |                    |                    |                    |                    |                    |                    |
|        | María y Romy         | 3.as               | 3.as               | 6.as               |                    | Eliminadas         |                    |                    |                    |                    |                    |                    |                    |
|        | Elisabeth            | 7.ª                | Abandona           |                    |                    |                    |                    |                    |                    |                    |                    |                    |                    |
|        | Mireia               | 6.ª                | Abandona           |                    |                    |                    |                    |                    |                    |                    |                    |                    |                    |
|        | Raquel y Leticia     | 4.as               | Eliminadas         |                    |                    |                    |                    |                    |                    |                    |                    |                    |                    |

     Los concursantes no estaban en la carrera.
     La pareja llegó última a una etapa de no eliminación, debiéndose enfrentar a un hándicap en la siguiente etapa o en caso de empate, a un duelo.
     La pareja fue eliminada por llegar última en una etapa o por no completar alguna de las pruebas.
     La pareja es repescada.
     La pareja fue la pareja premium de la etapa y decidieron pasar directamente a la siguiente etapa y no podían optar al Dírham de Oro.
     La pareja llegó primera a una etapa y ganó un dirham de oro.
     Intercambio de pareja por el abandono voluntario de un miembro de dos parejas.
     La pareja abandonó voluntariamente Expedición imposible.
     Finalistas de Expedición imposible.
     Ganadores de Expedición imposible.

### Audiencias
| N.º       | Fecha de emisión      | Audiencia        |
| --------- | --------------------- | ---------------- |
| 1         | 23 de enero de 2013   | 1 405 000 (8,0%) |
| 2         | 30 de enero de 2013   | 1 157 000 (7,1%) |
| 3         | 6 de febrero de 2013  | 1 051 000 (6,1%) |
| 4         | 14 de febrero de 2013 | 772 000 (5,7%)   |
| 5         | 21 de febrero de 2013 | 901 000 (5,3%)   |
| 6         | 28 de febrero de 2013 | 1 185 000 (6,9%) |
| 7         | 7 de marzo de 2013    | 759 000 (5,1%)   |
| 8         | 14 de marzo de 2013   | 957 000 (5,6%)   |
| 9         | 21 de marzo de 2013   | 797 000 (4,7%)   |
| 10        | 28 de marzo de 2013   | 719 000 (5,0%)   |
| Semifinal | 4 de abril de 2013    | 753 000 (4,6%)   |
| Final     | 11 de abril de 2013   | 1 053 000 (5,9%) |

## Palmarés «Expedición imposible»
| Edición                                           | Fecha | Ganadores                 | Subcampeones                        | Terceros clasificados     |
| ------------------------------------------------- | ----- | ------------------------- | ----------------------------------- | ------------------------- |
| [ 1 ] Expedición imposible: El Reino de Marruecos | 2013  | Felipe López Noelia López | Cristina Sánchez Alejandro Da Silva | Ismael Beiro Iván Armesto |

## Audiencia media (por ediciones)
| Edición                                       | Fecha | Espectadores | Share |
| --------------------------------------------- | ----- | ------------ | ----- |
| [ 1 ] Expedición imposible: Primera temporada | 2013  | 959 000      | 5,8%  |